# Atletismo nos Jogos Pan-Americanos de 1999 - 200 m masculino
As provas dos 200 m rasos masculino nos Jogos Pan-Americanos de 1999 foram realizadas em 27 e 28 de julho de 1999. 

## Medalhistas
| Ouro                          | Prata                           | Bronze                     |
| Claudinei da Silva BRA Brasil | Curtis Perry USA Estados Unidos | Sebastián Keitel CHI Chile |

## Resultados

### Eliminatórias
Classificação: Os três primeiros de cada bateria (Q) e os dois próximos mais rápidos (q) classificaram à final.
Vento:
Eliminatória 1: +2.2 m/s, Eliminatória 2: +3.4 m/s
| Posição | Eliminatória | Nome                 | Nacionalidade                | Tempo | Notas |
| ------- | ------------ | -------------------- | ---------------------------- | ----- | ----- |
| 1       | 2            | Claudinei Silva      | BRA Brasil                   | 20.14 | Q     |
| 2       | 2            | Sebastián Keitel     | CHI Chile                    | 20.44 | Q     |
| 3       | 1            | Curtis Perry         | USA Estados Unidos           | 20.50 | Q     |
| 4       | 2            | Iván García          | CUB Cuba                     | 20.54 | Q     |
| 5       | 2            | Christopher Williams | JAM Jamaica                  | 20.68 | q     |
| 6       | 2            | Juan Pedro Toledo    | MEX México                   | 20.80 | q     |
| 7       | 1            | Édson Ribeiro        | BRA Brasil                   | 20.84 | Q     |
| 8       | 1            | Heber Viera          | URU Uruguai                  | 21.07 | Q     |
| 9       | 2            | Nathanaël Esprit     | AHO Antilhas Neerlandesas    | 21.09 |       |
| 10      | 2            | Francisco Cornelio   | DOM República Dominicana     | 21.14 |       |
| 11      | 1            | Dominic Demeritte    | BAH Bahamas                  | 21.16 |       |
| 12      | 1            | Joel Mascoll         | VIN São Vicente e Granadinas | 21.25 |       |
| 13      | 1            | Jacey Harper         | TRI Trinidad e Tobago        | 21.27 |       |
| 14      | 1            | Carlos Gats          | ARG Argentina                | 21.29 |       |
| 15      | 1            | Sherwin James        | DMA Dominica                 | 21.85 |       |

### Final
Vento: -1.9 m/s
| Posição          | Nome                 | Nacionalidade      | Tempo | Notas |
| ---------------- | -------------------- | ------------------ | ----- | ----- |
| Medalha de ouro  | Claudinei Silva      | BRA Brasil         | 20.30 |       |
| Medalha de prata | Curtis Perry         | USA Estados Unidos | 20.58 |       |
| 3                | Sebastián Keitel     | CHI Chile          | 20.82 |       |
| 4                | Iván García          | CUB Cuba           | 20.85 |       |
| 5                | Juan Pedro Toledo    | MEX México         | 21.05 |       |
| 6                | Édson Ribeiro        | BRA Brasil         | 21.09 |       |
| 7                | Christopher Williams | JAM Jamaica        | 21.19 |       |
| 8                | Heber Viera          | URU Uruguai        | 21.19 |       |